# Asesinato de Daniella Perez
El asesinato de Daniella Perez es un famoso caso policial de finales del siglo xx ocurrido en Río de Janeiro, Brasil. El crimen, cometido la tarde del 28 de diciembre de 1992, recibió una amplia cobertura mediática a nivel nacional e internacional por el hecho de estar tanto la víctima como uno de sus asesinos ligados al mundo del espectáculo. Daniella, quien al momento de su muerte se encontraba interpretando el papel de Yasmin en la telenovela De Corpo e Alma, fue asesinada por Guilherme de Pádua, quien interpretaba a su pareja en la telenovela, y por la esposa de este, Paula Thomaz. El cuerpo de la actriz, hallado entre unos matorrales en Barra da Tijuca, en la Zona Oeste de Río de Janeiro, presentaba 18 heridas de arma blanca las cuales provocaron su muerte por choque hipovolémico.
La primera noticia del caso se produjo el 29 de diciembre, cuando se informó al público de lo ocurrido junto con otra noticia de gran envergadura; la dimisión del entonces presidente de la República Fernando Collor de Mello. Los asesinos, condenados por un jurado popular, fueron liberados en 1999. El caso fue nombrado en 2015 por el portal Brasil Online (BOL) y por la revista Superinteressante como uno de los crímenes que causaron mayor conmoción en Brasil.

## Víctima
Daniella Ferrante Perez nació en Río de Janeiro el 11 de agosto de 1970. Fue la primera hija de Glória Perez, guionista, y Luiz Carlos Saupiquet Perez, quienes posteriormente tuvieron otros dos hijos: Rodrigo (nacido en 1972) y Rafael (1977-2002). A la edad de cinco años, Daniella incursionó en el mundo de la danza, siendo invitada a bailar profesionalmente por el coreógrafo Carlota Portella en una de las mejores escuelas de baile de Río: Vacilou Dançou. Perez hizo su debut televisivo en 1989 en la telenovela Kananga do Japão, emitida por la extinta estación de televisión Rede Manchete. Daniella, quien interpretaba el personaje de Eduarda, una bailarina de tango, conoció durante el rodaje a Raul Gazolla, con quien contrajo matrimonio un año después. 
En 1990 actuó en la telenovela Barriga de Aluguel, escrita por su madre; Daniella realizó una prueba individual y consiguió el papel de Clotilde, una bailarina que trabajaba en el Copacabana Café. Debido a la fama de su personaje, Perez obtuvo un destacado papel en la trama y fue llamada al poco tiempo por el director Dennis Carvalho para actuar en la telenovela O Dono do Mundo, donde la joven interpretó a Yara, hermana de la protagonista, personaje interpretado por la actriz Glória Pires. Posteriormente, siendo ya conocida a nivel nacional, Perez dio vida a su personaje más recordado, Yasmin, en la telenovela De Corpo e Alma; su papel consistía en el de una exuberante mujer que era perseguida por un joven gótico (interpretado por el actor Eri Johnson), despertando a su vez el deseo de otros dos hombres: Bira (Guilherme de Pádua) y Caio (Fábio Assunção), quienes se disputaban su amor. 
En 25 de diciembre de 1992, en el Roberto Carlos Especial, Perez hizo una pequeña puesta en escena interpretando a la Virgen María junto a los actores Cásia Kis y Herson Capri. En 1993, a título póstumo, Perez fue nominada al Troféu Imprensa en la categoría de Revelação do Ano por su trabajo en De Corpo e Alma.

## Asesinato
La tarde del 28 de diciembre, Daniella y Guilherme grabaron la escena en la que finalizaba la historia de amor de sus personajes. Tras la filmación, el actor sufrió una crisis de llanto y empezó a buscar desesperadamente a Daniella en su camerino, acontecimiento que fue presenciado por varias empleadas del estudio, quienes declararon que Guilherme entregó dos notas a Daniella, de los cuales la joven se negó a hablar, mostrando a su vez gran nerviosismo. En el juicio, Guilherme afirmó sentirse preocupado por el hecho de que su papel se estaba viendo reducido en la telenovela, ya que la semana de los hechos su personaje no había aparecido en dos capítulos (esto fue confirmado por las declaraciones de su esposa Paula Thomaz).
En las últimas horas de la tarde, Guilherme abandonó los estudios Tycoon, en Barra da Tijuca, donde se grababa la telenovela. Posteriormente se dirigió a su apartamento, ubicado en la Avenida Atlântica, en Copacabana, con el fin de reunirse con Paula, en aquel entonces embarazada de cuatro meses. Equipado con una sábana y una almohada, el matrimonio salió del edificio en un Volkswagen Santana propiedad del padre de ella rumbo a los estudios Tycoon, donde Daniella aún se encontraba grabando. Tras llegar a su destino, Paula permaneció en el interior del vehículo, tumbada en el asiento trasero y cubierta con la sábana, mientras que su esposo entró en las instalaciones para terminar de filmar sus escenas.
Las grabaciones terminaron alrededor de las 21:00 horas. En el aparcamiento, Guilherme y Daniella se dejaron fotografiar con varios fans, tras lo cual el actor salió del recinto conduciendo su coche, el cual fue seguido a su vez por el conductor de algunas de las jóvenes con las que había posado para las fotos. Acto seguido, la actriz abandonó el estudio conduciendo un Ford Escort XR3. El conductor que iba detrás de Guilherme presenció cómo este detenía el vehículo en un arcén al lado de una gasolinera donde Daniella acababa de parar para llenar el depósito (esto fue confirmado por los empleados de la estación de servicio, quienes preocupados por la posibilidad de un asalto, permanecieron atentos al ocupante del Santana, tranquilizándose al reconocer a Guilherme). Inmediatamente después de abandonar la gasolinera, el actor bloqueó con su coche el vehículo de Daniella. Tras descender la joven para saber qué ocurría, Guilherme, quien había salido de su automóvil, propinó un fuerte puñetazo en el rostro de la actriz, provocando que esta perdiese el conocimiento (la agresión fue presenciada por dos empleados de la gasolinera). Acto seguido, el actor colocó a Daniella en el asiento trasero del Santana, ahora conducido por Paula, y se puso al volante del Escort. Los dos coches avanzaron desde la Avenida das Américas hasta la Rua Cândido Portinari, una calle desierta en Barra da Tijuca, estacionando los coches en un terreno baldío. A continuación, Paula trató al parecer de herir a Daniella sin éxito con un destornillador, tras lo cual ambos empezaron a apuñalarla supuestamente con unas tijeras, primero en el interior del Santana y después en unos matorrales cercanos. En la autopsia se comprobó que la actriz sufrió 18 heridas de arma blanca: 4 en el cuello, 6 en un pulmón y 8 en el corazón (se desconoce si Daniella llegó a recuperar el conocimiento antes o durante el apuñalamiento). El abogado Hugo da Silveira, quien pasaba por la zona al momento del crimen, encontró extraña la presencia de dos automóviles en un área desierta y, creyendo que se podría estar produciendo un asalto, anotó una de las matrículas. Antes de abandonar la zona en dirección a su casa para informar a la policía, el hombre pudo ver a un joven y a «una mujer de cara redonda», la cual identificaría posteriormente como Paula Thomaz.
Tras cometer el asesinato, el matrimonio se detuvo a lavar su coche en una estación de servicio y después regresó a su apartamento, donde Paula se recostó para descansar, mientras que Guilherme salió a dar una vuelta por la playa de Copacabana, lugar en que se deshizo del arma homicida, la cual nunca llegaría a ser hallada. Entretanto, los dos policías que se desplazaron al lugar del crimen solo encontraron el Escort de Daniella, cuya documentación estaba a nombre de Raul Gazolla. Uno de los agentes se dirigió al domicilio de Raul, quedándose el otro en la zona para montar guardia. Mientras buscaba un árbol para ocultarse debido a que el área albergaba numerosos matorrales y resultaba peligroso, el agente tropezó con el cadáver de Daniella. Tras ser el cuerpo identificado, las autoridades informaron a la familia de la víctima. A la comisaría se desplazaron la madre, uno de los hermanos y el esposo de Daniella, donde se encontraron posteriormente con Guilherme, quien había acudido por voluntad propia tras darse a conocer públicamente lo ocurrido. Allí, el actor les dio el pésame y los abrazó, siendo este momento captado por la prensa.
La policía, conocedora de una de las matrículas de los automóviles, la cual no coincidía con la del Escort, acudió a los estudios Tycoon y descubrió que la misma pertenecía a un vehículo propiedad del padre de Paula, pese a que una de las letras proporcionadas por el abogado que vio los coches era errónea. La matrícula en poder de la policía era OM1115, mientras que la del vehículo del actor era LM1115 (posteriormente se descubrió que la letra L había sido alterada con cinta aislante para convertirla en la letra O, lo que descartaría la posterior alegación de la defensa de crimen pasional).

## Móvil del crimen
En su primera declaración, Guilherme adujo que Daniella lo acosaba y que quería forzarlo a mantener relaciones sexuales con ella, llegando a amenazar supuestamente con matar a Paula si no accedía a ello. El actor contó que había cometido el crimen en defensa propia y que su esposa se encontraba en el vehículo porque quería demostrarle que él no le era infiel. No obstante, durante el juicio Guilherme cambió su versión inicial y culpó a Paula del crimen. Según el actor, había mantenido una relación con Daniella con el propósito de mejorar su carrera artística. Cuando la actriz tuvo conocimiento del embarazo de Paula, quiso poner fin a su relación con Guilherme, llevándola el actor hasta una zona desierta para hablar con ella y dejando que su esposa los escuchase desde el coche. Según esta nueva versión, Paula perdió los estribos y, mientras él sujetaba a Daniella con una mano y con la otra trataba de detener a su esposa, el actor perdió el equilibrio y tanto él como la actriz cayeron al suelo, golpeándose la cabeza y perdiendo ambos el conocimiento. Guilherme declaró que, tras despertar, escuchó unos sonidos extraños y preguntó a Paula qué estaba ocurriendo: «Volví en mí y solo escuché los dos o tres últimos tijeretazos».
La versión probada en el tribunal acerca del móvil del crimen fue la presentada por el fiscal Maurício Assayag y por el abogado de la acusación Arthur Lavigne. De acuerdo con el testimonio de los testigos, Guilherme acosó a Daniella con el objetivo de obtener beneficios de su amistad, ya que la actriz era hija de la autora de la telenovela en la que ambos estaban trabajando. La semana en que se cometió el crimen, Guilherme empezó a sentirse inseguro tras comprobar que su personaje no estaría presente en dos capítulos, lo que le llevó a creer erróneamente que su papel se estaba viendo reducido por culpa de Daniella. Pensando que la actriz había mencionado a su madre el acoso que sufría por parte de Guilherme, el actor manipuló a su esposa (conocida por haber agredido a otras mujeres), provocando que los celos que esta ya sentía hacia Daniella por sus escenas de amor con Guilherme se incrementasen, tras lo cual decidieron planear el crimen (también se llegó a afirmar que la actriz había sido víctima de un ritual en base a supuestas prácticas por parte del matrimonio relacionadas con la magia negra).

## Arma
Desde el inicio de las investigaciones, las autoridades informaron de que el arma empleada en el crimen fue un puñal en vez de unas tijeras, como se creía inicialmente. El informe de la autopsia, a cargo del instituto forense dirigido por Raphael Pardellas, reveló que las heridas fueron hechas con un instrumento cortante de doble filo. Así mismo, las perforaciones halladas en la blusa de punto que Daniella llevaba puesta cuando murió mostraron que el arma no penetró rasgando, como haría una tijera, sino cortando, como sí haría la hoja de un cuchillo. Para que una tijera pueda ser considerada cortante la misma debe ser introducida abierta, lo que conllevaría, además de un gran número de lesiones superficiales, varias otras que únicamente afectarían a la epidermis, algo que no sucedió en el caso de Daniella, ya que las heridas fueron precisas y 8 de ellas alcanzaron el corazón. Otra evidencia en contra del uso de unas tijeras es el hecho de que al apuñalar a alguien con ellas estando abiertas innevitablemente quien las sujeta en ese momento se provoca lesiones a sí mismo, ya que tendría que agarrar las tijeras por el filo para poder apuñalar con ellas, y ni Guilherme ni Paula presentaban heridas en las manos. 
En realidad, las tijeras fueron una invención del matrimonio para eludir la acusación de premeditación. Al parecer, las tijeras eran empleadas para abrir envases de leche; según esta versión, Paula solía beber leche a menudo, incluso dentro del coche, por lo que necesitaba tener siempre unas tijeras a mano. No obstante, ninguno de sus allegados la vio nunca beber leche y después del crimen tampoco hubo evidencias de que lo hubiese hecho.
La premeditación fue finalmente demostrada por la presencia de Paula oculta bajo una sábana, la alteración de la matrícula del vehículo, y la emboscada producida en la gasolinera, presenciada por dos empleados. Sumado a lo anterior, el matrimonio trató de disimular su implicación, ya que ambos presentaron condolencias a la familia de Daniella.

## Arresto, juicio y prisión
Pocas horas después, en la mañana del 29 de diciembre, la policía se presentó en el apartamento de Guilherme y lo condujo a comisaría. En principio el actor negó la autoría del crimen, aunque terminaría confesando ese mismo día tras verse acorralado por las pruebas en su contra. En una conversación con las autoridades, Paula confesó su participación en el asesinato, aunque durante su testimonio negó estar involucrada. El investigador a cargo del caso llegó a oír una conversación telefónica entre la pareja durante la cual Guilherme dijo que él solo se ocuparía de todo, lo que llevó a la policía a sospechar de Paula.
El matrimonio fue encarcelado definitivamente el 31 de diciembre, reivindicando ambos su derecho a hablar solo en el juicio. A lo largo de cinco años hasta la celebración del mismo, el actor ofreció varios testimonios distintos a la prensa de lo sucedido. En el juicio, el fiscal defendió que la pareja planeó el crimen a modo de represalia, calificándolo el juez de «premeditado, violento, perverso y cobarde», donde la víctima no tuvo ninguna posibilidad de defenderse ni de pedir auxilio, siendo Guilherme condenado el 25 de enero de 1997 a 19 años de cárcel y Paula el 16 de mayo a 18 años y medio de prisión por homicidio calificado.
En mayo de 1993, Paula había dado a luz a su hijo Felipe, divorciándose el matrimonio durante su encarcelamiento tras cambiar Guilherme su versión de los hechos e involucrar a su esposa. Ambos salieron de prisión en 1999, tras haber cumplido menos de 7 años, habiéndose reducido su condena, en parte, por el hecho de ser padres.

## Hechos posteriores
La indignación popular por el asesinato de Daniella, el cual fue ampliamente cubierto por todos los telediarios de Brasil así como por televisiones extranjeras, como la CNN y la BBC, condujo a la alteración, por iniciativa de Glória Perez, de la Lei dos Crimes Hediondos, contando la madre de la víctima con el apoyo de 1 300 000 firmas; en consecuencia, todo crimen calificado (llevado a cabo por motivos inútiles o carentes de sentido, o cometido con crueldad) pasó a ser incluido, a través de la ley 8.930/1994, en la Lei dos Crimes Hediondos, la cual no permite el pago de fianza e impone el cumplimiento de un tiempo superior de la pena para la progresión del régimen cerrado al semiabierto, convirtiéndose en la primera enmienda popular aprobada en toda la historia del país (en 2006, el Supremo Tribunal Federal de Brasil consideró inconstitucional la prohibición de la progresión de régimen).
El juez Paulo Gustavo Horta dictaminó en marzo de 2002 que tanto la madre como el esposo de Daniella debían recibir cada uno 500 salarios mínimos por parte de los asesinos así como que estos debían asumir los gastos del funeral de la víctima. Tras diversas apelaciones, el 29 de abril de 2016 Glória y Raul obtuvieron indemnizaciones en concepto de daños morales y materiales.
En 2012, durante una polémica entrevista, Guilherme, quien sería ordenado pastor en 2017, afirmó tener dudas de si había sido él quien había matado realmente a Daniella, declarando que tras preguntar a Paula por qué había apuñalado a la actriz, esta respondió: 

Es para que ellos piensen que fue algún fan loco, porque los fans locos hacen esas cosas.